# Anacleto Dufort y Álvarez
Anacleto Dufort y Álvarez (San Carlos, Maldonado, 22 de agosto de 1855-Montevideo, 10 de marzo de 1904) fue un escritor, periodista y político uruguayo del Partido Colorado.

## Biografía
Sus padres fueron Anacleto Dufort y Deldonicia Álvarez, habiendo nacido en la Villa de San Carlos su formación se completó en Montevideo donde se graduó como Abogado en 1883.

### Actividad periodística
En 1878 fundó junto a Daniel Muñoz (político), Prudencio Vázquez y Vega y Manuel B. Otero el diario La Razón para oponerse al régimen militar de la época y con un corte anticlerical que prosiguió durante toda la vida de la publicación.
Luego de un período radicado en Tacuarembó donde ejerció la docencia, se unió a José Batlle y Ordóñez en la redacción del diario El Día. 
Comenzó a escribir versos poéticos desde muy joven utilizando el seudónimo Charrúa y Tabaré que fueron dados a conocer en publicaciones que no fueron muy extensas como Revista Americana y La Idea (Uruguay) , más adelante seguiría utilizando otros seudónimos como El Gaucho y sus iniciales A.D. y A.

### Actividad Política
Fue elegido varias veces Diputado y senador por diferentes Departamentos por lo que integró el Poder Legislativo desde 1899 hasta el momento de su muerte en 1904.

## Obras
- La prensa irresponsable. 1883
- Batalla de Cagancha. 1894